# Sipan Schiras

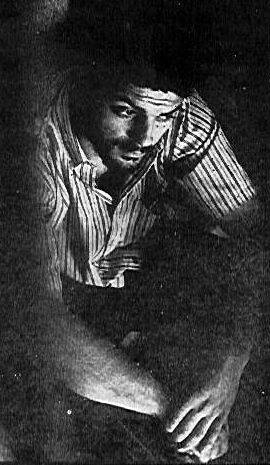
Sipan Schiraz

Sipan Schiras oder Sipan Schiraz (armenisch Սիփան Շիրազ; * 1967 in Jerewan; † 25. Juni 1997 ebenda) war ein armenischer Maler, Dichter und Bildhauer.
Sein Vater war Howhannes Schiras. Er war ein Mitglied des Schriftstellerverbandes von Armenien und arbeitete in Radio-Jerewan. Der Dichter Artashes Ghazaryan meinte:  „Sipan lebte wie ein Meteor“.

## Werke (Ausw.)
- Mahamerdz tari, Jerewan, 1992, 149 p., ISBN 5-550-00815-7
- Hayrik, Jerewan, 1993, S. 103
- Ausgewählte Gedichte, 2008, S. 272